# Boletzkyola
Boletzkyola is een geslacht van inktvissen uit de familie van de Sepiolidae.

## Soorten
- Boletzkyola knudseni (Adam, 1984)